# Óscar Míguez
Omar Óscar Míguez (ur. 5 grudnia 1927, zm. 19 sierpnia 2006), urugwajski piłkarz, środkowy napastnik. Mistrz świata z roku 1950.
W reprezentacji Urugwaju w latach 1950-1958 rozegrał 39 spotkań. Był świetnym strzelcem, dla kadry zdobył 27 bramek. Podczas MŚ 50 zagrał we wszystkich czterech meczach Urugwaju (5 goli). Cztery lata później z powodu kontuzji na boisko wybiegł jedynie w trzech spotkaniach. Na dwóch turniejach finałowych strzelił łącznie 8 goli. Przez wiele lat był piłkarzem CA Peñarol, w 1948 i 1949 był najlepszym strzelcem rozgrywek ligowych w swoim kraju.